# Ruggero Marzoli
Rugero Marzoli (Pescara, 2 d'abril del 1976) és un ciclista italià que fou professional del 1999 al 2012. En el seu palmarès destaquen diverses etapes en curses d'una setmana, entre elles una a la Tirrena-Adriàtica de 2003.

## Palmarès
- 1998
  - Vencedor d'una etapa del Giro de les Regions
- 2002
  - Vencedor d'una etapa de la Setmana Internacional de Coppi i Bartali
  - Vencedor d'una etapa del Giro de la Província de Lucca
- 2003
  - Vencedor d'una etapa de la Tirrena-Adriàtica
  - Vencedor d'una etapa de la Volta a Polònia
  - Vencedor d'una etapa de la Volta als Abruços
- 2004
  - Vencedor d'una etapa de la Setmana Internacional de Coppi i Bartali
  - Vencedor d'una etapa de la Volta als Abruços
- 2005
  - 1r al Trofeu Matteotti
  - Vencedor d'una etapa de la Volta a Eslovènia
- 2007
  - Vencedor d'una etapa del Circuit de Lorena

### Resultats al Giro d'Itàlia
- 2002. Abandona (15a etapa)
- 2003. No surt (1a etapa)
- 2004. 23è de la classificació general
- 2009. 99è de la classificació general
- 2011. 118è de la classificació general

### Resultats a la Volta a Espanya
- 2006. Abandona (15a etapa)